# 天天樂
天天樂是曾經位於台灣桃園市桃園區的一家妓院，是台灣最後一家合法經營的性交易場所，開業於二十世紀六十年代，2022年6月30日關閉，象徵台灣公娼走入歷史。現在內部裝潢和招牌皆已拆除。

## 歷史
台灣於1956年頒布「台灣省管理妓女辦法」，有條件承認民間公娼存在，1960年進一步要求各縣市不得新設妓女戶、妓女戶不可過戶或遷移、登記經營者過世就撤照，此時天天樂於桃園的紅燈區民權路九十九巷開業。天天樂登記有十二間「工作房」，客人以外勞工人和四十到六十歲的單身漢為主，公娼收費每節15分鐘1000元，由娼館與妓女三七分帳，早期店內紅牌忙的時候一天接客超過百人，每天至少幫妓院賺超過10萬。但到了2009年每天只有二十多個客人上門，由於受嚴重特殊傳染性肺炎疫情影響以及地下賣淫業的競爭，天天樂往往一整天沒客人上門，雖然房東主動把租金降到二萬元，但人頭費、牌照費等開銷每月最少五萬元，天天樂遂於2022年6月30日宣告熄燈歇業。

## 建築
天天樂位於民權路九十九巷巷口，招牌為紅底白字，門口裝飾一盞綠燈，象徵這裡是「綠燈戶」，門口上方點著兩排粉紅色的日光燈，神案下擺著「天蓬元帥」神像，內部設有12個工作隔間。